# 京东物流
京东物流（港交所：2618）是一家中国物流公司。2007年成立，于2017年4月成立京东物流集团。截至2023年9月30日，京东物流在全国有超过1600个大型仓库，总管理面积约3200万平方米。同时，京东物流还在全球拥有近90个保税仓库、直邮仓库和海外仓库，总管理面积近90万平方米。

## 历史
2007年京东开始自建物流，起初只对京东商城服务。
2016年11月开始对社会开放。
2017年10月，建成了全球首个B2C全流程无人仓。
2018年6月，京东配送机器人开始运营于北京市公共道路。
2019年8月22日，与七家机构一起发起成立中国电商物流行业包装标准联盟。
2019年8月30日，发起“千县万镇24小时达”计划，预计于2020年实现。
2021年5月28日在香港交易所挂牌上市。 明确一体化供应链物流核心赛道。
发布青流计划新五年目标：未来5年，实现自身碳效率提升35%
2022年京东物流与德邦物流股份有限公司战略合作，京东物流收购德邦股份66.49%股份。 
京东物流与北汽重型汽车正式达成战略合作
2022年7月，京东物流重庆巴南“亚洲一号”智能物流园区获重庆市商务委授予的重庆市“中心城区应急物资中转站”牌匾，成为全国首个落地的“城郊大仓”项目。
2022年7月27日晚间，京东物流发布公告称，7月26日已经完成收购德邦控股股本权益的相关交易。交易完成之后，德邦控股相关方向京东方面合计共转让德邦控股超过50%股本权益，德邦控股将成为京东集团的附属公司。
2022年11月7日消息，京东11.11前，京东物流亚洲一号西安智能产业园2期正式启动运营。 

## 争议
2011年，春节期间受到大量投诉、客服托词。2019年4月取消底薪，快递员每月直接损失达两千元。

## 外部連結
- 京东物流官方网站 （页面存档备份，存于）
- 京东物流国际业务官方网站 （页面存档备份，存于）